# Фрейндлих, Карл Вильгельм
Карл Вильгельм Фрейндлих (12 [24] февраля 1803, остров Сааремаа — 9 [21] января 1872, остров Муху) — эстонский писатель, поэт, учитель и кюстер.

## Биография
Будущий писатель родился на острове Сааремаа. Его отец был шведом и погиб на русской службе в сражении на Березине в 1812 году. Мать звали Кристина.
С 1825 года и до конца жизни Карл Вильгельм служил кюстером. Он сотрудничал с эстонской газетой Perno Postimees.

### Частная жизнь
С 1835 года состоял в браке с Фредерикой Вильгельминой Хоффман (1813—1872). У пары было три сына и две дочери.

## Публикации

### В прозе
- Siin on Magdeburgi-linna hirmsast ärarikkumisest. Muhho-maa hundi jahhist. Jännese õhkamisest ja Rhhepappist luggeda. (1837)
- Appolonius, Tirusse ja Sidoni kunningas (1846).

### Сборники стихов
- Aedlikkud ello-luggud (1857)
- Aedlikkud laulud (посмертно, 1879)